# Charles Montagu (książę)
Charles Montagu (ur. 1656, zm. 20 stycznia 1722) – brytyjski arystokrata i dyplomata. Jego ojcem był Robert Montagu, 3. hrabia Manchester.
Był zwolennikiem Chwalebnej rewolucji i Wigów. Kształcony w Trinity College na  Uniwersytecie Cambridge. Walczył w bitwie pod Boyne (1690) w armii, której wodzem był Wilhelm III Orański.
W roku 1683 odziedziczył po ojcu tytuł hrabiowski.
W latach 1699–1701 ambasador w Paryżu, a od 4 stycznia do 1 maja 1702 Sekretarz Stanu Południowego Departamentu.
W latach 1707–1708 był ambasadorem brytyjskim w Republice Weneckiej. W roku 1708 celnicy zrewidowali jego bagaże. Okazało się wtedy, że domownicy lorda próbowali dokonać przemytu. Ponieważ jednak lord Manchester zaprotestował przeciw rewizji, angielscy przemytnicy nie tylko uniknęli kłopotów, ale celnicy zostali surowo ukarani zesłaniem na galery. Lord Manchester wyjednał darowanie im winy u rządu weneckiego. A znalezione przy rewizji przemycane sukno, rozdał między weneckie szpitale.